# Мальский, Лев Христофорович
Лев Христофорович Мальский (1914, Завадовка, Киевская губерния — 1987) — советский инженер-проектировщик, главный инженер проекта по горным рудникам Навоийского горно-металлургического комбината (1966—1979), лауреат Государственной премии СССР (1977).

## Биография
Родился в селе Завадовка Киевской губернии в семье служащего.
Окончил ФЗУ и Рабфак. В 1937 году поступил в Московский институт цветных металлов и золота имени М. И. Калинина. В 1942—1944 годах работал в Карабашском рудоуправлении Челябинской области. В 1944 году защитил институтский диплом.
В 1944—1949 годах — начальник рудника, главный инженер рудоуправления № 11 Ленинабадского горно-химического комбината (Табошар). В 1949—1951 годах — начальник рудоуправления № 14, с 1951 года — главный инженер рудоуправления № 13 (Майли-Сай).
С 1959 года — заместитель главного инженера проекта ВНИПИпромтехнологии по горным работам.
С 1966 года и до ухода на пенсию в 1979 году — главный инженер проекта по горным рудникам Навоийского горно-металлургического комбината.
Участвовал в проектировании и строительстве горных предприятий Ленинабадского и Навоийского комбината.
Умер в 1987 году.

## Награды
- Государственная премия СССР (1977, за освоение месторождения Учкудук) — в составе коллектива: Л. М. Демич, Л. Д. Ефанов, Б. Н. Зиздо, О. Н. Мальгин, П. Л. Нижников, А. А. Петров, Б. И. Шварцман, А. П. Щепетков — НГМК; В. В. Михайлов — Первое Главное управление; Л.Х Мальский, Л. Г. Подоляко — проектный институт;
- Орден Трудового Красного Знамени;
- Орден «Знак Почёта»;
- Медали;
- Знак «Шахтёрская слава» 3-й степени.